# مجتمع عالمي
يتم استخدام مصطلح المجتمع العالمي بشكل أساسي في السياقات السياسية والإنسانية لوصف التكتل الدولي للدول على اختلاف أنواعها. وفي معظم الدلالات، يُستخدم المصطلح لنقل معانٍ مرتبطة بإجماع الآراء أو إشراك جميع الناس من جميع الأراضي وحكوماتهم. في دلالات أخرى يُستخدم المصطلح لنقل قدر كبير من الثقافات التي تعيش معًا في مكان واحد. 

## الإنسانية
يعتبر مصطلح المجتمع العالمي، من ناحية الاحتياجات الإنسانية، والمساعدات الإنسانية، وحقوق الإنسان، قريبًا من تصور القرية العالمية الذي يهدف إلى إشراك دول عدم الانحياز، والشعوب البدائية، والعالم الثالث في عالم متصل عن طريق البنية التحتية لوسائل الاتصالات، أو حتى من خلال ممثلين عن هذه الدول للربط بين بعضها البعض.

## الدين
سعت جميع الأديان إلى تحقيق مفهوم المجتمع العالمي من خلال نشر عقائدها، والإيمان بها، وممارسة شعائرها في جميع أنحاء العالم.
في الديانة البهائية، أنتج عبد البهاء عباس ابن وخليفة بهاء الله، سلسلةً من الوثائق البهائية باسم «ألواح الخطة الإلهية». وتحتوي هذه الألواح، بعد نشرها في صورة كتاب عام 1917، والتي نُشرت في مدينة نيويورك عام 1919، على خطط لنشر العقيدة البهائية حتى يتمدد المجتمع البهائي إلى آسيا، وآسيا الصغرى، وأوروبا، والأمريكيتين، وبالطبع إلى بقية أنحاء كوكب الأرض.
بدأ التنفيذ الفعلي لهذه الخطة، المعروفة بخطة عبد البهاء الإلهية، عام 1937 في عدد من السلاسل الأولى من الخطط الفرعية، وهي خطة السبع سنوات  التي استمرت منذ عام 1937 إلى عام 1944. كان لشوقي أفندي، قائد المجتمع البهائي حتى عام 1957، ومن بعده بيت العدل البهائي منذ عام 1963، دورًا فعالًا في المنظمة البهائية وفي وضع الخطط الفرعية المستقبلية. وأدى هذا إلى خلق وتأسيس مجتمعٍ عالميٍ يُقدرعدد أعضائه المؤمنين بنحو 5 إلى 6 ملايين شخص في أوائل القرن 21، ويعتبر أيضًا ثاني أكثر الأديان انتشارًا من الناحية الجغرافية على مستوى العالم.
وفي الديانة البوذية، كلف بوذا رهبان السانغا التقليديين بمهمة إرشاد الناس لخلق مجتمعٍ عالميٍ مثاليٍ مكونٍ من أعضاء نبلاء أو من الشعوب المتحضرة.
أُلهم الراهب البندكتي جون مين إنشاء «المجتمع العالمي للتأمل المسيحي» من خلال ممارسة التأمل المتمحور حول المانترا أو الدعاء: «ماران اثا» والذي  يعني حرفيًا «تعال أيها الرب».
أصدرت الكنيسة اللوثرية بيانًا اجتماعيًا بعنوان «المجتمع العالمي: الأولويات الأخلاقية في عصر الاتكال المتبادل». واعتُمد هذا البيان في المؤتمر الخامس المُنعقد كل عامين في مدينة منيابولس بولاية مينيسوتا بين يومي 25 يونيو إلى 2 يوليو عام 1970. وصاغت الكنيسة الإنجيلية اللوثرية في أمريكا هذا البيان واحتفظت به منذ ذلك الحين باعتباره وثيقةً تاريخية.

## السلام العالمي
يستخدم مصطلح المجتمع العالمي عادةً في سياق تحقيق السلام العالمي والحفاظ عليه من خلال المنهج السلمي أو من خلال وضع حلول لإنهاء الحروب المحلية الإقليمية والحروب العالمية. تناقش العديد من الحركات الاجتماعية والنظريات السياسية المشاكل التي تدور حول مَأسَسة عملية نشر المجتمع العالمي في صورته المثالية. يتحقق المجتمع العالمي ذو الرؤية العالمية في جميع أنحاء العالم، إذ يتواجد أعضاؤه في أغلب الدول الموجودة على كوكب الأرض، كما يسمح أيضًا بمشاركتهم في العديد من النواحي المختلفة. 

## أمثلة
تُعتبر مدينة دبي مثالاً جيدًا للمجتمع العالمي الجديد والمرتقب. وتضم دبي أشياء مثل أعلى ناطحة سحاب في العالم وأكبر حوض مائي وأكبر مطار دولي وأكبر جزيرة اصطناعية وأكبر متنزه وأكبر مركز تجاري. وكل هذه الأمور تزيد من جاذبية دبي للناس من جميع أنحاء العالم. والناس من جميع قارات العالم يزورون دبي بشكل متزايد الأمر الذي يوجد مجتمعًا عالميًا بسبب جميع الثقافات المختلفة التي تعيش على نحو متناغم في منطقة واحدة. ومن بين المدن الأخرى حول العالم التي تضم مجتمعات عالمية مثل دبي؛ مدينة نيويورك الأمريكية وسيدني الأسترالية ولندن الإنجليزية. ويمكن الإشارة إلى المجتمعات العالمية أيضًا بأنها مجتمع (مجموعة كبيرة) من الأشخاص الذين يؤثرون على العالم كما فعلت دبي.